# 火狗工房
火狗創意有限公司（火狗工房），是香港的動漫及遊戲軟體創作公司。早年以研發中文個人電腦遊戲軟體為主要業務，後其作品被移植至日本家用遊戲機版本，作品包括《愛神餐館》系列、《緋雪千夜》系列等。曾推出中文少年月刊漫畫雜誌《SpeedUP》，漫畫家Kai作品《十五二十》亦在該雜誌中連載。

## 歷史

### 同人誌時期
- 1993年，彭子傑、黃家權及陳文祺成立「火狗工作室」。成立目的為參加香港的自主錄像比賽動畫組別，結果作品並未來得及於比賽截止前完成。
- 1994年，火狗工作室以西環一個單位為工作室，為同人時期第一代的火狗工房。
- 1995年8月，火狗工作室推出以《美少女戰士》為主題的同人誌《水月幻想曲》，為首次以火狗名字公開的作品。之後火狗工作室更名為「火狗工房」。
- 1996年，火狗工房推出成員在《華僑日報》投稿作品的結作集《漫畫部件》其3集，及於活動中發表動畫短片作品。
- 1996年及1997年，與U.V.R.Z.、芝麻館、草民小堅、Comicbabies及漫樂館分別協辦及共同主辦了第一屆及第二屆的「同人祭」同人誌即賣會活動，為香港第一個同人誌即賣會活動。[1]
- 1997年，火狗工房推出月刊式同人誌《SpeedUP》。
- 1997年，火狗工房遷往太古城鄱陽閣一單位，是為同人時期的第二代火狗工房。常有不少香港當時新晉漫畫家及助理通宵在內工作，其中包括有於《CO-CO!》中連載的力奇老師、方米高老師、門小雷老師及林祥焜老師等等。火狗工房首席畫師Aki當時是以力奇助理身份加入。
- 1998年，火狗工房與香港遊戲公司Gameone討論合作製作代號為《Endless Stone》的3D 角色扮演游戏作品，由火狗工房負責內容及美術，Gameone負責程式及行銷。最終合作以無限期延後告吹。

### 公司時期

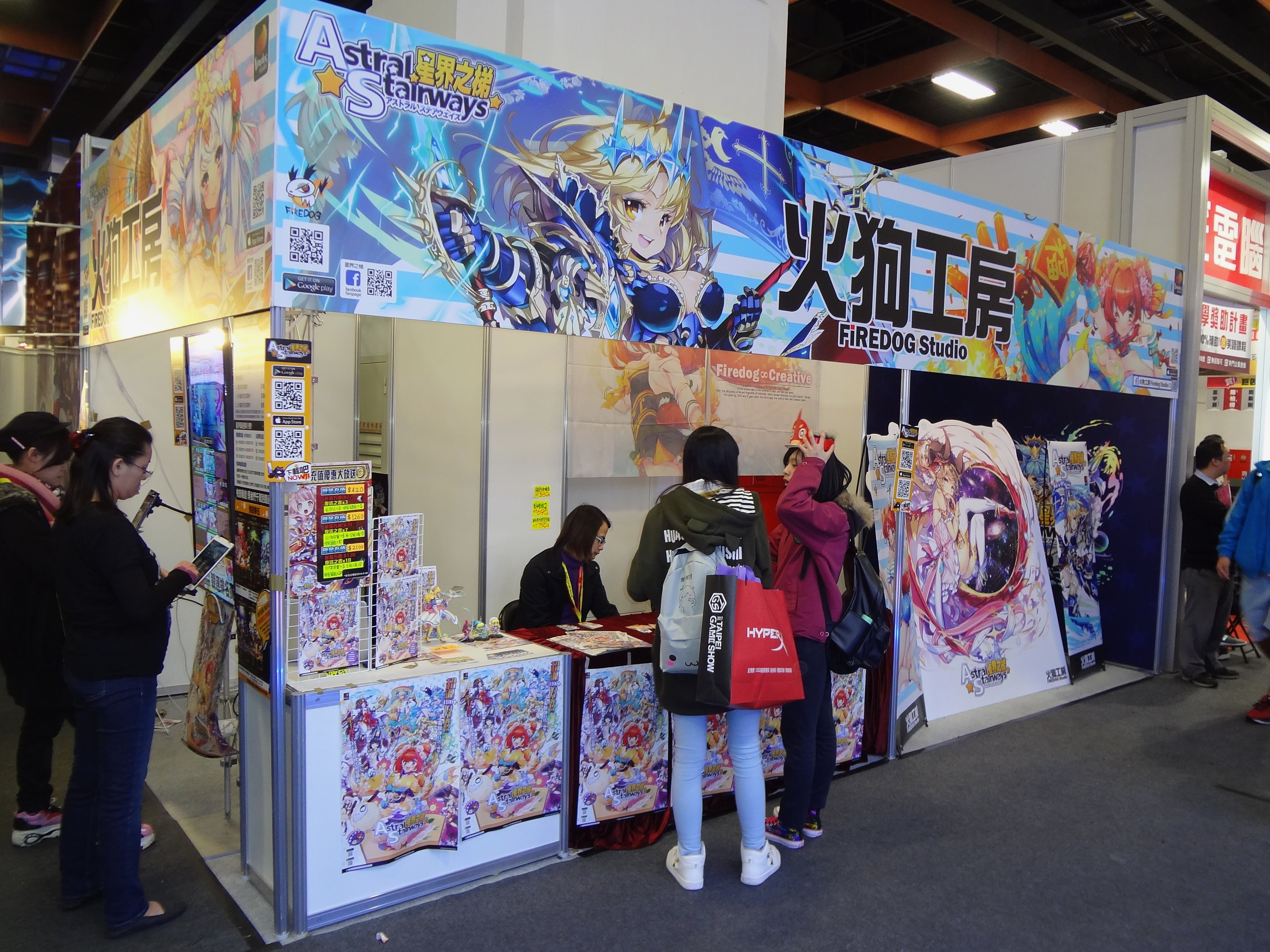
2017台北國際電玩展，火狗工房攤位

- 1999年，火狗工房轉型為正式的遊戲研發公司。同年9月，於香港砲台山木星街永昇中心2102室成立火狗電腦娛樂有限公司，正式開始遊戲研發業務。開業同時宣告兩款遊戲的研發，分別為由力奇擔當人物設計的SRPG《浪獸樹界Diosgaia》、及Aki擔當人設的戀愛模擬餐館育成遊戲《愛神餐館》。《浪獸樹界》後因資金問題中止開發，《愛神餐館》則於2000年12月由大宇資訊代理在香港及台灣推出。
- 2002年6月，與日本Success公司合作，《愛神餐館》Xbox日文版於日本推出。該款遊戲亦於同年12月獲得亞洲遊戲展之最受歡迎PC遊戲大獎，及2003年5月香港第一屆數碼娛樂大獎之銅獎。[2]
- 2003年8月，與日本Success公司合作，在日本於Xbox及PS2上推出《愛神餐館2》。同名之兩篇漫畫短篇亦於該年9月於日本講談社漫畫雜誌《月刊Magazine Z》10月號中刊出。
- 2004年8月，《愛神餐館》之加強版《愛神餐館MAX》PC中文版於香港動漫節期間於香港及台灣推出，台灣由光譜資訊發行。此遊戲為火狗首次自行於香港印製及發行之作品。
- 2004年12月，於香港推出《SpeedUP!月刊漫畫誌》，同時遷往香港鰂魚涌華蘭中心2201室。
- 2005年12月，電腦遊戲《緋雪千夜》PC版於香港及台灣推出，台灣由松崗科技代理。
- 2006年11月，《緋雪千夜》獲「2006香港資訊及通訊科技獎，數碼娛樂軟件」組別三項獎項，包括最佳電腦遊戲、最佳遊戲設計及最佳電腦圖像。[3]
- 2007年6月，漫畫家Kai漫畫《十五二十》獲得日本第一屆國際漫畫獎獎勵賞。同屬火狗的漫畫家JOEY HANMA亦以四格漫畫《栽蘭中學 新！科學部》成功入圍。[4]
- 2007年8月，火狗於其開發網誌上公布，經歷八年虧損後，若果研發中項目《Tiara Concerto》沒法尋找到新的資金提供者，火狗工房就會結朿。[5][6]
- 2007年11月，火狗再公開網誌，表示已找到投資者，但並沒有公開是誰。在差不多一年後，才在網誌提及投資者為台灣遊戲橘子。
- 2010年7月，加入遊戲橘子，成為遊戲橘子集團旗下研發子公司，並更名為火狗工房股份有限公司。[7]
- 2010年11月，遷往香港紅磡鶴園街康力投資大廈509室，專注於開發網絡動作遊戲《Tiara Concerto》。
- 2011年6月，遷往康力投資大廈704-706室，全盛期員工達47人；項目除核心的《Tiara Concerto》外，亦包括電子漫畫的開發。
- 2013年3月，《Tiara Concerto》在日本由日本遊戲橘子推出，開發歷時6年。[8]
- 2013年9月，成員轉往由遊戲橘子集團獨立的「火狗創意有限公司」，業務以開發手機遊戲為主。
- 2014年6月6日，「火狗工房」自製營運的卡牌 RPG 遊戲《星界之梯 Astral Stairways》於Android平台開放下載。[9]
- 2014年8月11日，《星界之梯》於iOS平台開放下載。[10]
- 2015年3月2日，《星界之梯》登陸日本。[11]

## 外部連結
- 官方网站